# Eugène Guernier
Pour les articles homonymes, voir Guernier.
Eugène Léonard Guernier, né le 13 décembre 1882 à Saint-Malo et mort le 29 mars 1973 à Paris, est un homme d'affaires et un professeur d'économie français. Il est l'auteur de plusieurs ouvrages sur l'Afrique et le colonialisme.

## Biographie
Il obtient une licence de droit à Paris puis part au Maroc en 1913. Il préside la Chambre de commerce de Casablanca de 1916 à 1922. Entre 1918 et 1922, il siège également au gouvernement du Protectorat français au Maroc. Il est ensuite professeur d'économie politique à l'Institut des hautes études marocaines de 1923 à 1927. Rentré en France, il enseigne à l'École libre des sciences politiques puis l'Institut d'études politiques de Paris de 1939 à 1958 et au Collège libre de sciences sociales. Il consacre une partie de ses cours à l’économie de l’Afrique du Nord et aux relations entre l'Europe et l'Afrique. Il va développer une vision économique et pragmatique de la colonisation qui selon lui favorise le développement économique des territoires colonisés. Lors de son cours sur l'Afrique méditerranéenne de l'année universitaire 1946-1947, il évoque ainsi « l'effort de nos premiers colons [en Algérie], leur ténacité, leur courage et l’esprit d’entreprise de leurs descendants. Certaines de ces terres [colonisées] qui font aujourd’hui la richesse de l’Algérie n’étaient alors que de vastes espaces incultes, marécageux, pestilentiels. ».
Il mène en parallèle une carrière dans les affaires. Il préside le conseil d'administration de la société SATAS, vice-préside celui de la Compagnie générale d'équipement aéronautique et est président d'honneur de la Société minière Le molybdène,. Il sera également pendant plus d'une vingtaine d'années, conseiller du commerce extérieur de la France.   
Ayant mis au point un procédé de concentration d'un minerai, il présidera le comité technique des brevets d'invention. 
Il est élu en 1949 membre de l'Académie des sciences coloniales (aujourd'hui Académie des sciences d'outre-mer)

## Publications
- L'Encyclopédie coloniale et maritime. Le Maroc. Édition de l'Empire français, Paris, 1948
- La Berbérie, l'Islam et la France (2 tomes) , Éd. de l'Union française, Paris, 1950
- L'Afrique, champ d'expansion de l'Europe, Paris, A. Colin, 1933, 283&nsbdpp.
- L'Apport de l'Afrique à la pensée humaine, Payot, 1952
- L'encyclopédie coloniale et maritime. Afrique équatoriale française, Paris, Encyclopédie coloniale et maritime, 1950
- Le Rôle de Jacques Cartier dans l'histoire. Conférence du 7 août 1957 à la Société d'histoire et d'archéologie de Saint-Malo, Rennes, 1958

## Distinctions
- Commandeur de la Légion d'honneur[1]
- Commandeur du mérite militaire (Espagne)[1]
- Médaille coloniale[1]
- Médaille d'argent de la Société de géographie commerciale[1]
- Grand officier de l'ordre du Ouissam alaouite[1] (Maroc)

Il a reçu le prix Montyon de l'Académie française